# Jimmy Kennedy
Jimmy Kennedy (* 20. Juli 1902 in Omagh, Nordirland; † 6. April 1984 in Cheltenham, England; eigentlich James B. Kennedy) war ein nordirischer Liedtexter, der von den 1930er Jahren an bis in die 1950er Jahre an zahlreichen damals internationalen Hits beteiligt war. Zu seinen bekanntesten Songs gehören Red Sails in the Sunset, Harbor Lights, South of the Border, April in Portugal und My Prayer.

## Biografie
Aufgewachsen ist Jimmy Kennedy in Coagh, einem Dorf in der Nähe von Cookstown als Sohn eines Polizeisergeants. Er lernte Klavierspielen, spielte die Kirchenorgel und auf Konzerten. 1925 schloss er sein Studium der Modernen Sprachen am Trinity College Dublin ab und arbeitete danach als Lehrer in Dorset in Südengland. Nebenbei versuchte er, als Songwriter Geld zu verdienen. 1929 wurde sein erstes Lied veröffentlicht. Weitere Songs folgten und führten zu einer Anstellung als Liedtexter bei einem Londoner Label. 1932 hatte er mit The Teddy Bears’ Picnic einen populären Hit, der zu einem Kinderklassiker wurde. Es war ein neuer Text zu einer Melodie des amerikanischen Komponisten John W. Bratton von 1907. Zwei Jahre später schrieb er mit dem Österreicher Wilhelm Grosz den Song Isle of Capri. Das eigene Label lehnte ihn ab, deshalb wechselte er zu einem anderen und hatte damit in der Aufnahme von Ray Noble und seinem Orchester seinen ersten Welthit. Mit Red Sails in the Sunset und Harbor Lights schrieben sie in den folgenden Jahren weitere große Hits.
Es folgte eine ebenso erfolgreiche Zusammenarbeit mit seinem britischen Landsmann Michael Carr, der in Irland aufgewachsen war. South of the Border (Down Mexico Way) gibt es in über 100 Aufnahmen von den bekanntesten Sängern der 1940er Jahre wie Frank Sinatra, Gene Autry und Perry Como. (We’re Gonna Hang Out) The Washing on the Siegfried Line war im Zweiten Weltkrieg ein populärer Kriegssong der Gegner von Nazi-Deutschland: Siegfried Line bezeichnete den deutschen Westwall. Kennedy diente im Krieg in der britischen Artillerie im Rang eines Captains und arbeitete auch für das Truppenradio. Ein weiterer ganz großer Hit von Kennedy war My Prayer, seine Vertextung einer Melodie von Georges Boulanger (Originaltitel Avant de mourir). 1939 war es ein Hit für Glenn Miller mit Sänger Ray Eberle, bekannt ist aber vor allem die Version der Platters, die 1956 damit einen Nummer-eins-Hit in den USA hatten.
Nach dem Krieg lebte Kennedy einige Zeit in den Staaten, dann zog er in die Schweiz und ließ sich in den 1970ern in Irland nieder. Er schrieb weiter Hits, aber nicht mehr die großen Klassiker wie in den 1930er Jahren. Zu den Bekanntesten gehören April in Portugal und Istanbul (Not Constantinople). In der ersten Hälfte der 1950er Jahre gab es noch einmal viele Neuaufnahmen älterer Songs, die es erneut in die Charts schafften. Spätestens mit dem Aufkommen des Rock ’n’ Roll Ende des Jahrzehnts war die Musik, die die zwei Jahrzehnte davor geprägt hatte, aber kaum noch gefragt. Er verlegte sich auf Shows und Bühnenstücke. Ein später Erfolg war seine Musik zum Theaterstück Spokesong von Stewart Parker, das 1976 mehrere Auszeichnungen erhielt. Jimmy Kennedy erhielt spät ebenfalls große Auszeichnungen. Zweimal, 1971 und 1980, wurde er für seine Gesamtleistungen mit dem Ivor Novello Award gewürdigt. Einen ASCAP Award erhielt er 1976 für einen späten Erfolg von Red Sails in the Sunset durch eine Countryversion von Johnny Lee. 1983 wurde er von der britischen Königin in die Reihen des Order of the British Empire (OBE) erhoben. 1984, im Jahr seines Todes, wurde von der British Academy of Songwriters der Jimmy Kennedy Award als Auszeichnung ins Leben gerufen. Nach seinem Tod wurde er 1997 in die amerikanische Songwriters Hall of Fame aufgenommen.

## Diskografie
Jimmy Kennedy ist eingetragener Autor oder Mitautor von über 2000 Liedern. Zu den erfolgreichsten Liedern gehören (in Klammern der Komponist):
- The Teddy Bears’ Picnic, 1932 (John W. Bratton)
- Play to Me, Gypsy, 1934 (Karel Vacek)
- Isle of Capri, 1934 (Wilhelm Grosz)
- Red Sails in the Sunset, 1935 (Wilhelm Grosz)
- Did Your Mother Come from Ireland?, 1936 (Michael Carr)
- Harbor Lights, 1937 (Wilhelm Grosz)
- Cinderella (Stay in My Arms), 1938 (Michael Carr)
- South of the Border (Down Mexico Way), 1939 (Michael Carr)
- (We’re Gonna Hang Out) The Washing on the Siegfried Line, 1939 (Michael Carr)
- The Chestnut Tree, 1939 (Hamilton Kennedy, Tommie Connor)
- My Prayer, 1939 (Georges Boulanger)
- Love Is Like a Violin, 1942 (Miarka Laparcerie)
- Merry-Go-Round Waltz, 1949 (Arthur Finn, Juventino Rosas)
- My Bolero, 1949 (Nat Simon)
- Down the Trail of Achin’ Hearts, 1951 (Nat Simon)
- Istanbul (Not Constantinople), 1953 (Nat Simon)
- April in Portugal (The Whisp’ring Serenade), 1953 (Raul Ferrão)
- My Arms Are a House, 1957 (Alex Alstone)
- Everybody’s Twisting Down in Mexico, 1961 (Buddy Killen)
- Romeo, 1961 (Robert Stolz)
- Never Goodbye, 1962